# هامور أحمر الترقيط
هامور أحمر الترقيط (الاسم العلمي Epinephelus guttatus)، نوع من الهامور وفصيلة القرفصية. موطنه الأصلي غرب المحيط الأطلسي، ويوجد في كارولينا الشمالية في الولايات المتحدة، وصولًا إلى ولاية بارايبا البرازيلية. وهو أحد أكثر أنواع الهامور شيوعًا في منطقة البحر الكاريبي.